# An der Lanter
An der Lanter war eine Ortslage im Norden der bergischen Großstadt Wuppertal.

## Lage und Beschreibung
Die Ortslage lag an dem heutigen Domakweg im Norden des Wohnquartiers Uellendahl-West im Stadtbezirk Uellendahl-Katernberg auf einer Höhe von 277 m ü. NHN. Die Ortslage ist heute mit der Wohnsiedlung am Domakweg überbaut.

## Etymologie und Geschichte
Lanter ist eine häufige Form von Landwehr. Eine solche ist aber laut Wilhelm Engels in diesem Bereich urkundlich oder durch Bodenfunde nicht belegt.
Die Ortslage ist aus einer Hofschaft hervorgegangen, die bereits unter diesem Namen in Karten des 19. Jahrhunderts verzeichnet ist. Die Topographische Aufnahme der Rheinlande von 1824 verzeichnet die nun aus zwei Häusern bestehende Ortslage unter dem Namen Lanter.
1815/16 werden zwölf Einwohner gezählt. 1832 gehörte An der Lanter zur Mirker Rotte des ländlichen Außenbezirks des Kirchspiels und der Stadt Elberfeld. Der laut der Statistik und Topographie des Regierungsbezirks Düsseldorf als Kotten kategorisierte Ort besaß zu dieser Zeit zwei Wohnhäuser und zwei landwirtschaftliche Gebäude. Zu dieser Zeit lebten 14 Einwohner im Ort, zwei katholischen und zwölf evangelischen Glaubens.
In der Nachbarschaft von An der Lanter lagen die zeitgenössischen Höfe und Ortslagen An der Roster, Am Gebrannten, Am Winkel, Am Lübertshäuschen, Bratwurst und An der Schneis, die heute zumeist ebenfalls in die gewachsene städtische Bebauung aufgegangen sind. Auf dem Wuppertaler Stadtplan von 1930 ist An der Lanter noch als eigene Ortslage beschriftet, danach wird die Ortsbezeichnung nicht mehr verwendet. Östlich von An der Lanter verlief der Kohlenweg zwischen Sprockhövel und der damals selbstständigen Stadt Elberfeld, die heutige Kohlstraße.